# Пам'ятник Олександру II (Юзівка)
Пам'ятник Олександру II — перший пам'ятник Донецька, встановлений у 1916 році на ринковій площі біля Спасо-Преображенського собору (нині знаходиться сквер полеглих комунарів).

## Історія створення
Підготовка до встановлення пам'ятника почалася в 1911 році в рамках святкування п'ятдесятиріччя скасування кріпосного права в Російській імперії. Було прийнято рішення до цієї дати встановити пам'ятники Олександру II у великих містах Росії. 22 листопада 1911 року було отримано дозвіл виділити частину ринкової площі під встановлення пам'ятника. У січні 1912 року Микола Миколайович Гаврилов і Микола Гаврилович Єсіпов виступили з проектом встановлення пам'ятника в Юзівці. Автором проекту був Микола Миколайович Гаврилов. 12 грудня 1913 року було проведено художню експертизу проекту в Академії мистецтв. Експертами виступили Л. Бенуа, Чижов і Котов. Через два тижні експерти дали відповідь, в якому допускали пам'ятник до установки, хоча відзначали невисокі художні переваги постаменту.
Постамент пам'ятника був заввишки 5,8 метра і був виконаний з пісковика. Статуя Олександра II була заввишки 2,2 метра і була виконана з цинку.
Роботи з установки пам'ятника почалися навесні 1916 року. Керівництво роботами зі встановлення пам'ятника здійснювалося Департаментом загальних справ Міністерства внутрішніх справ. У липні 1916 року, за кілька днів до відкриття пам'ятник звалився.

## Версії обвалення
У статті Віктора Васильовича Шутова «Не здійснене свято», яка була надрукована в 1987 році в газеті «Вечірній Донецьк» вказується, що пам'ятник підірвали більшовики-підпільники.
Вибух пам'ятника також згадується в романі Григорія Володіна «Дике поле» (пам'ятник там назван пам'ятником Олександру III, і його за сюжетом підірвали анархісти).
|  | Высокий плотно сбитый забор, загораживающий сооружаемый памятник Александру Третьему, был разметан. Взрыв разорвал массивную фигуру царя, остатки его ног и рук валялись там и тут, крупная голова зависла на высоком столбе, и глазами, большими, выпуклыми, казалось, с ненавистью оглядывала все вокруг. |

Валерій Петрович Стьопкін у своїй книзі «Ілюстрована історія Юзівки-Сталіно-Донецька» ставить під сумнів версію з вибухом. Він зазначає, що не побачив в архівах донесень поліції про вибух. Він також наводить дві свої версії про те, що трапилося. За однією з них руйнування сталося через внутрішню напругу металу, так як цинк не підходить для створення пам'ятників, а пам'ятник був виконаний з цинку. За другою версією, під основою пам'ятником була покинута шахта і, внаслідок цього, він осів і зруйнувався.